# 同花母菊
同花母菊（学名：Matricaria discoidea）为菊科母菊属的植物。分布在朝鲜、北美、欧洲、亚洲、日本以及中国大陆的吉林等地，生长于海拔400米至700米的地区，一般生长在緊實的土地，如路边或宅旁。全株帶有鳳梨的甘甜氣味，可以食用或泡茶，但開花後較苦。

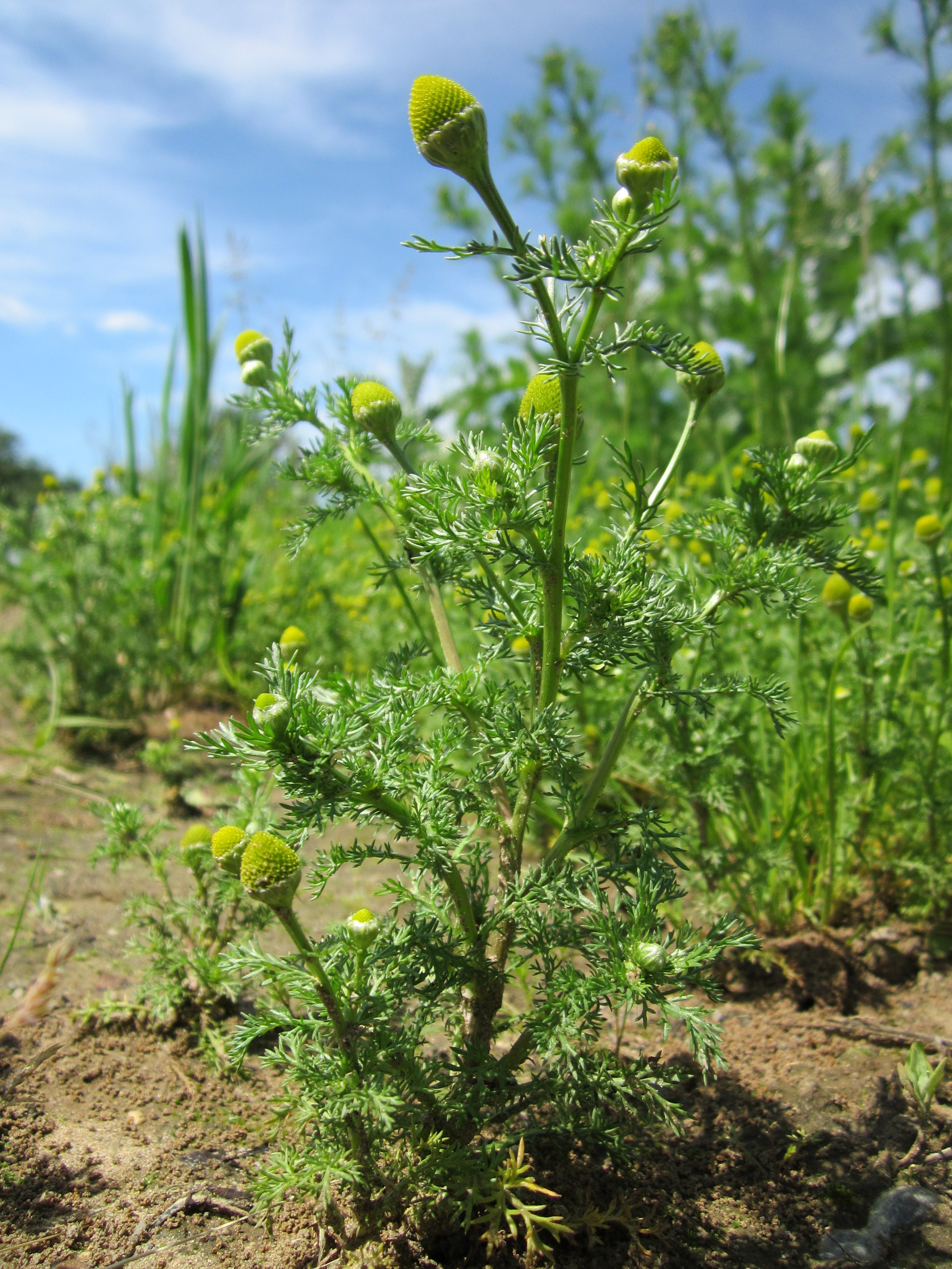
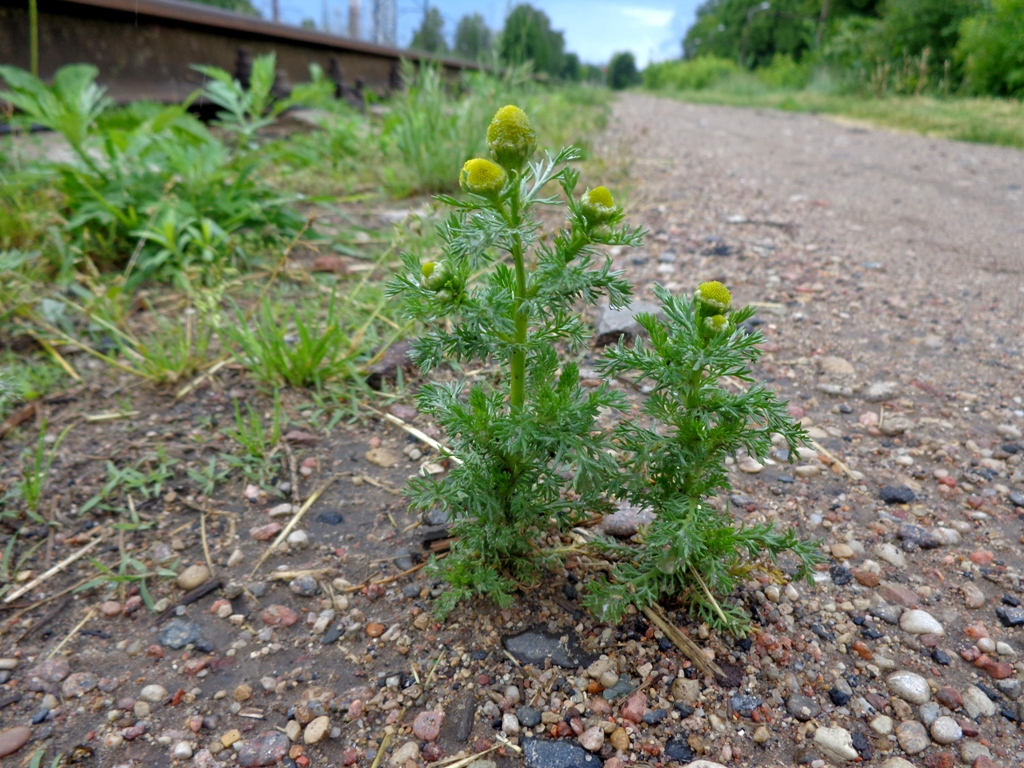
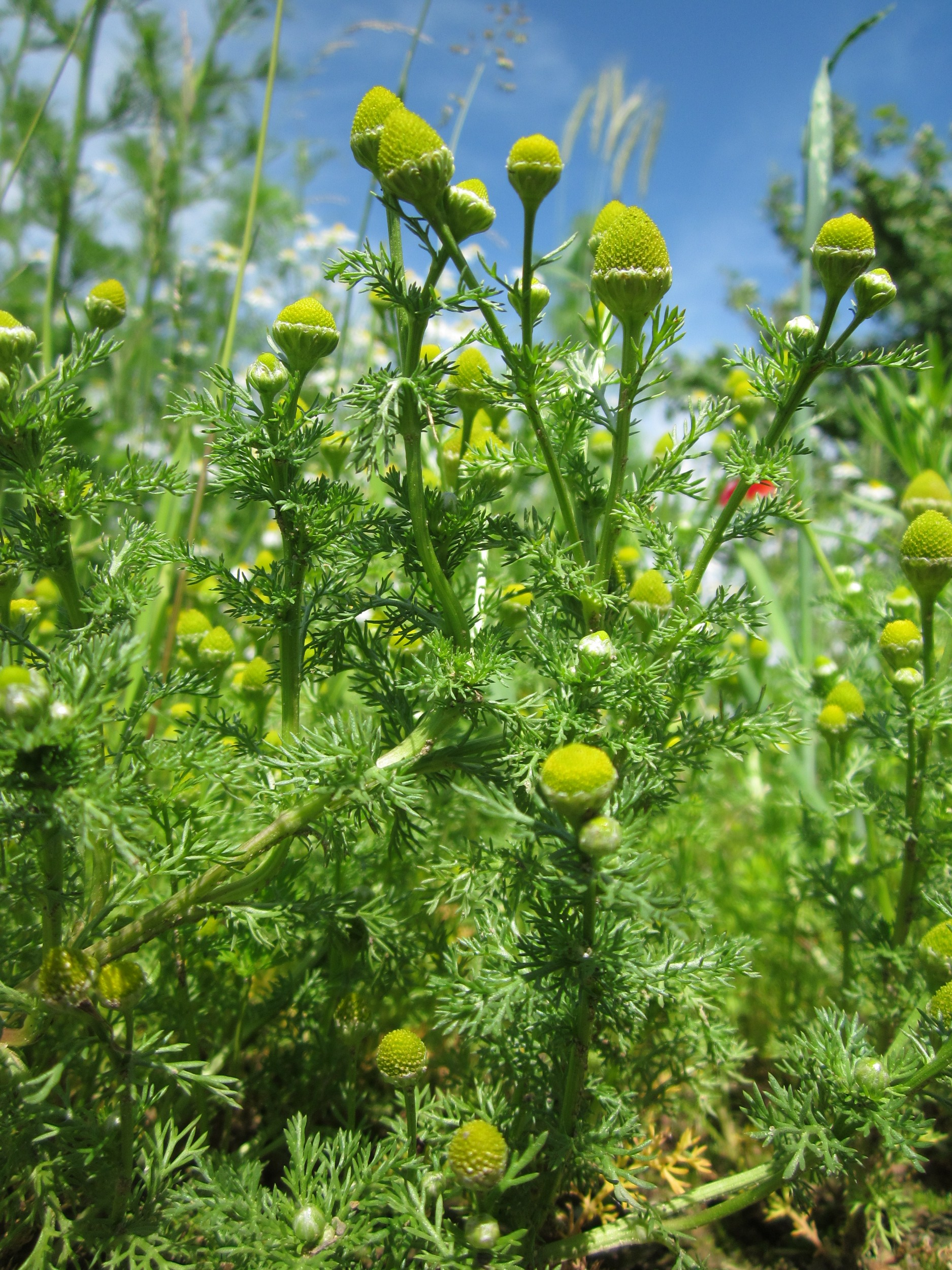
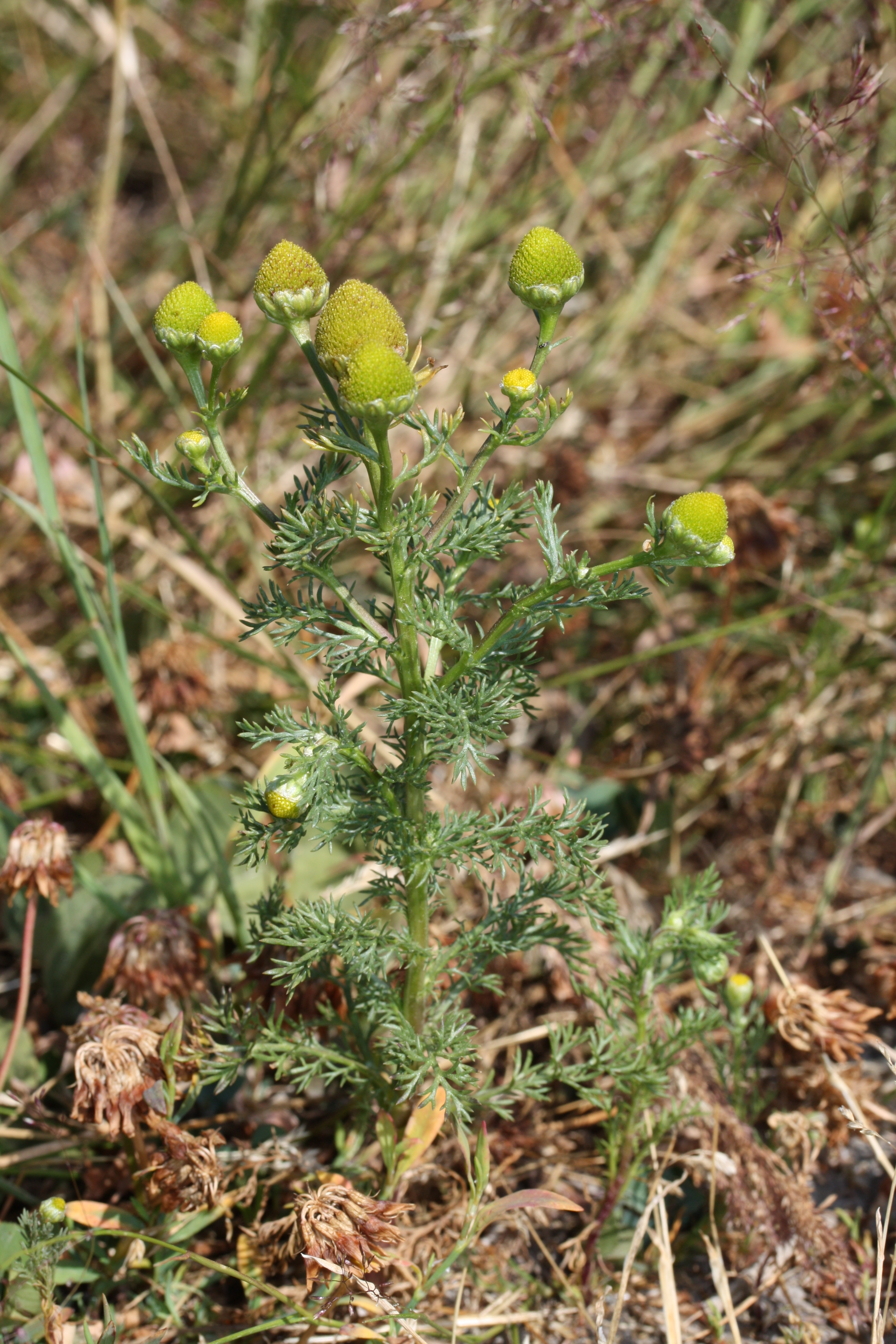
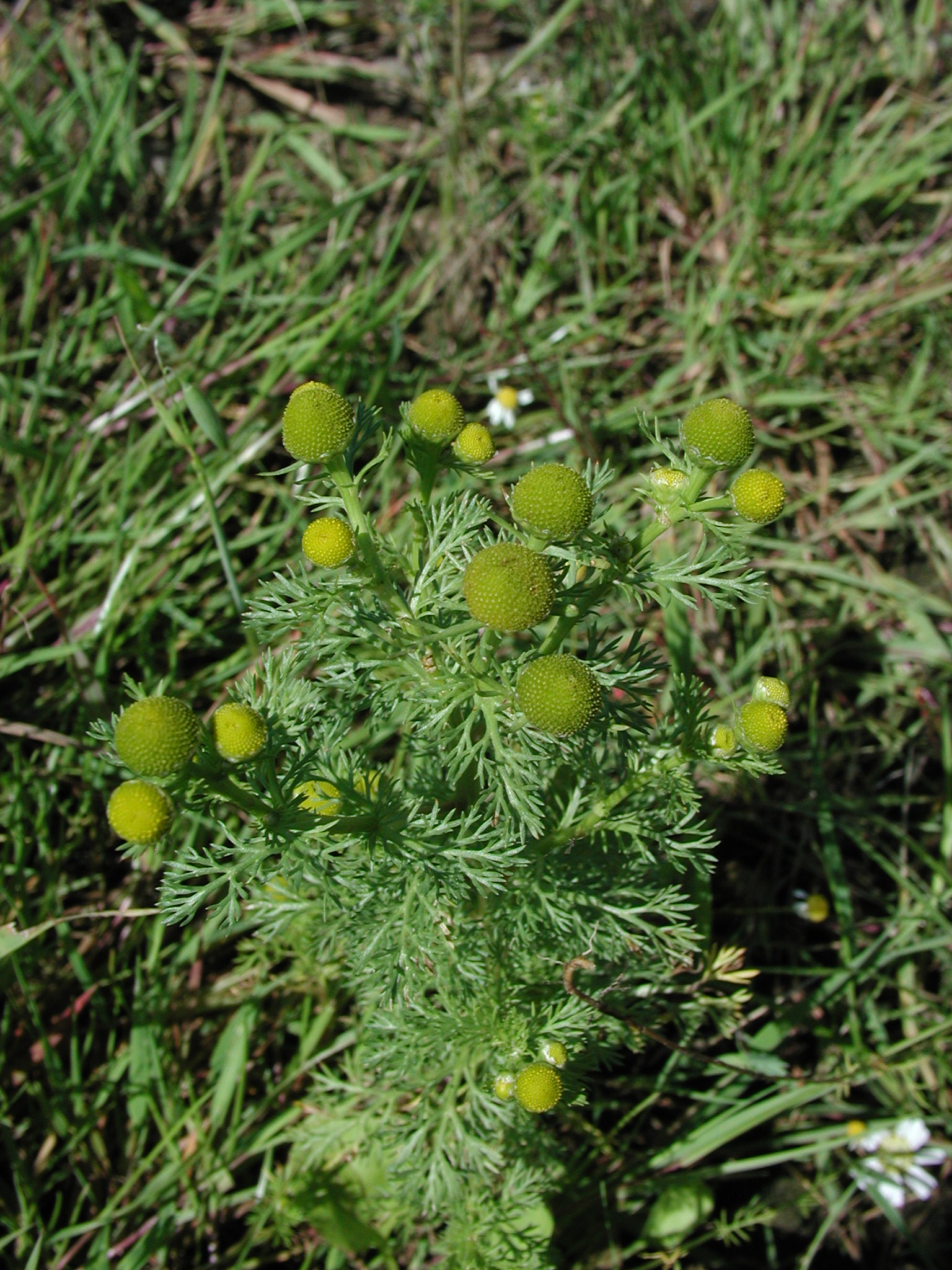
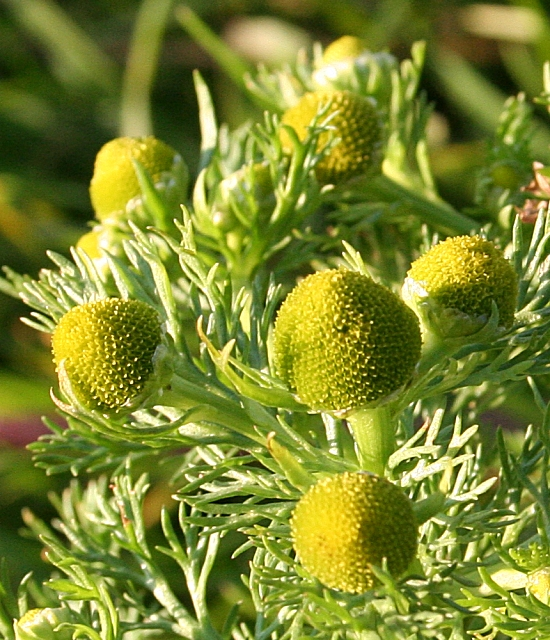
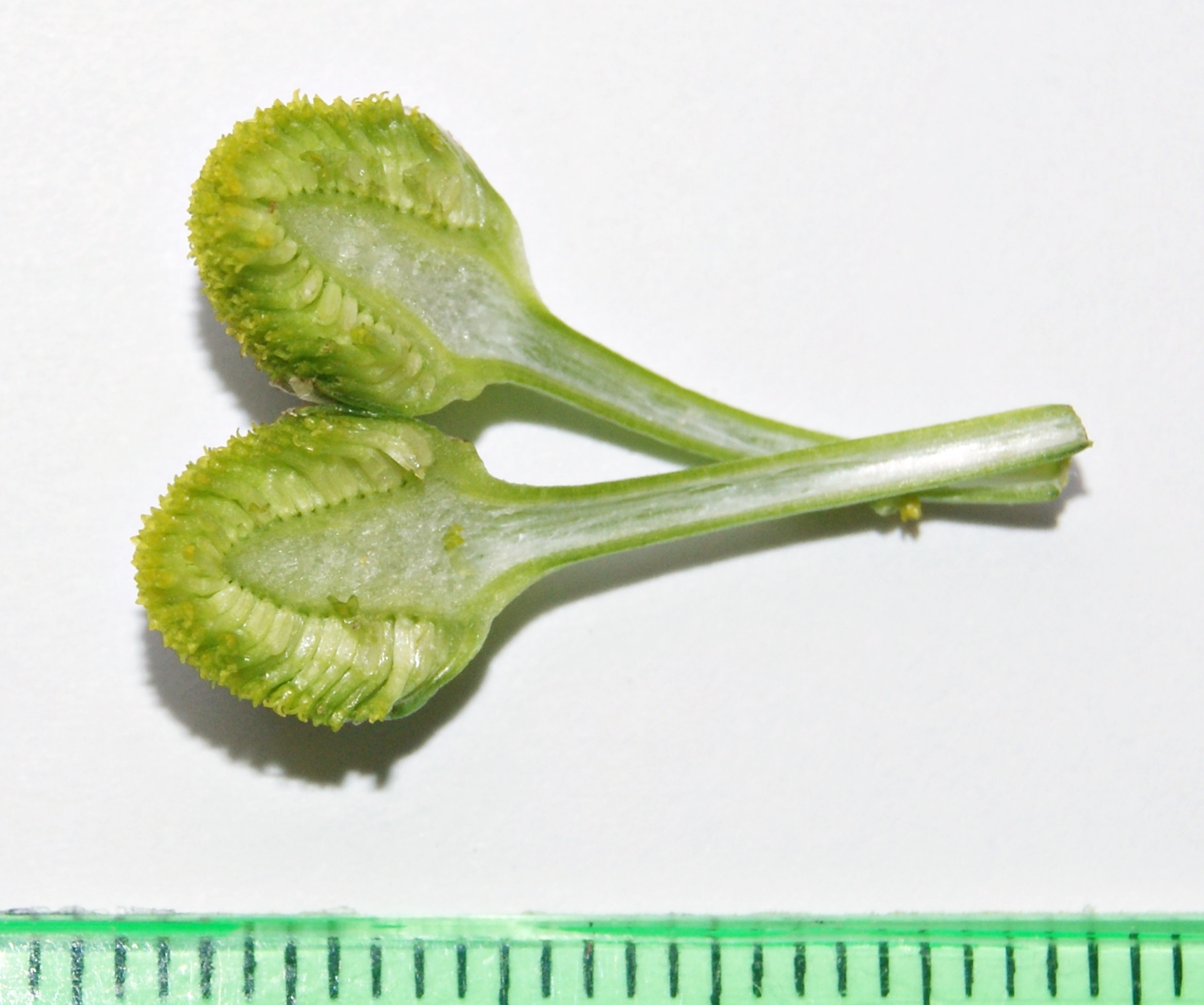